# Helmut Schön
Helmut Schön (15. december 1915 – 23. februar 1996) var en tysk fodboldspiller og træner, der var træner for det vesttyske landshold, der vandt guld ved både EM i 1972 og VM i 1974. Han førte desuden holdet til sølvmedaljer ved VM i 1966 og EM i 1976, samt bronze ved VM i 1970. De opnåede resultater med Vesttyskland gør ham til en af de mest succesfulde landstrænere i fodboldhistorien. I alt var han træner for holdet fra 1964 til 1978.
Schön spillede som aktiv, mellem 1932 og 1940, for klubben Dresdner SC.